# Родина (стадион, Химки)
«Родина» — футбольный стадион в городе Химки (Россия).

## История
Стадион «Родина» был построен в 1967 году. Современные очертания приобрёл после реконструкции 2007 года, которая была осуществлена в целях соответствования стадиона регламенту премьер-лиги, куда вышел ФК «Химки». Был произведён капитальный ремонт всех помещений, обустроен жидкостный подогрев поля, за обоими воротами установлены быстровозводимые трибуны, благодаря которым вместимость стадиона увеличилась до 10 033 зрительских мест.
Стадион принимал матчи ФК «Химки», также здесь проводились матчи женской сборной России по футболу, женской лиги чемпионов УЕФА, различные коммерческие турниры клубов премьер-лиги и соревнования по регби.
В 2013 году на стадионе прошла ещё одна реконструкция, поводом для которой послужило направление на развитие массового спорта в городском округе Химки и всей Московской области. Быстровозводимые трибуны были демонтированы, благодаря чему появились полноценные беговые дорожки (необходимые для соревнований по лёгкой атлетике) и площадки для занятий игровыми видами спорта. На стадионе был установлен рекорд России по самой массовой сдаче норм ГТО. На футбольном поле натуральный газон был заменён на искусственное покрытие, на стадионе продолжили выступать ФК «Химки», «Динамо-2», ЖФК «Россиянка» и ЖФК ЦСКА.
12 мая 2017 года стадион закрылся на реконструкцию в преддверии чемпионата мира по футболу 2018, предполагалось, что он станет тренировочной площадкой для одной из сборных команд-участниц. Был осуществлён комплекс работ в соответствии с требованиями международной федерации футбола. Искусственный газон был заменён на натуральный сеяный. На бывшей восточной трибуне осталась только VIP-ложа для агентов, металлоконструкции, формировавшие небольшие быстровозводимые трибуны, были демонтированы. На территории сразу за восточной частью стадиона располагается Петропавловская церковь, нередко во время матчей звучит колокольный звон.
Стадион «Родина» наряду с «Ареной Химки», СК «Новые Химки», баскетбольным центром «Химки» входит в структуру АУ «Арена Химки».

## Адрес
- Московская обл., г. Химки, улица Чкалова, дом 4а
- Телефоны: 8 (495) 572-25-15, 8 (495) 573-25-92
- e: mail: office@arena-khimki.ru

## Основные характеристики стадиона
- Вместимость: 3 760 посадочных мест
- Парковка: перед стадионом имеется автостоянка на 360 мест
- Размеры поля: 104 х 68 метров
- Тип покрытия: натуральный газон[уточнить]
- Подогрев: есть
- Освещение: 1215 люкс
- Табло: цветное

## Значимые матчи

### Женская сборная России по футболу
| 05.04.2014 групповая квалификация ЧM-2015 | Россия                                                  | 4-1   | Словения   | Химки                                               |
| 15-00 CET                                 | 31′ Орлова, 36′ Коровкина, 53′ Цыбутович, 87′ Пантюхина | Отчёт | 12′ Жерина | Стадион: Родина Зрителей: 100 Судья: Ольга Задинова |

| 09.04.2014 групповая квалификация ЧM-2015 | Россия       | 1-0   | Хорватия | Химки                                                 |
| 16-00 CET                                 | 9′ Пантюхина | Отчёт |          | Стадион: Родина Зрителей: 100 Судья: София Карагиоржи |